# Arenaria omeiensis
Arenaria omeiensis är en nejlikväxtart som beskrevs av Cheng Yih Wu och Li Hua Zhou. Arenaria omeiensis ingår i släktet narvar, och familjen nejlikväxter. Inga underarter finns listade i Catalogue of Life.